# New Lisbon
New Lisbon is een plaats (city) in de Amerikaanse staat Wisconsin, en valt bestuurlijk gezien onder Juneau County.

## Demografie
Bij de volkstelling in 2000 werd het aantal inwoners vastgesteld op 1436. In 2006 is het aantal inwoners door het United States Census Bureau geschat op 2361, een stijging van 925 (64,4%).

## Geografie
Volgens het United States Census Bureau beslaat de plaats een oppervlakte van 7,4 km², waarvan 6,9 km² land en 0,5 km² water.

## Plaatsen in de nabije omgeving
De onderstaande figuur toont nabijgelegen plaatsen in een straal van 20 km rond New Lisbon.

## Geboren
- Kurtwood Smith (1943), televisie- en filmacteur